# Łąka (obwód witebski)
Łąka – dawna kolonia. Tereny, na których leżała, znajdują się obecnie na Białorusi, w obwodzie witebskim, w rejonie miorskim, w sielsowiecie Zaucie.

## Historia
W czasach zaborów folwark prywatny w gminie Mikołajów, w powiecie dzisieńskim, w guberni wileńskiej Imperium Rosyjskiego. Pod koniec XIX wieku należała do dóbr Łąka, własność generała Frołowa.
W latach 1921–1945 folwark a następnie kolonia leżała w Polsce, w województwie wileńskim, w powiecie dziśnieńskim, w gminie Mikołajów.
Według Powszechnego Spisu Ludności z 1921 roku zamieszkiwało tu 39 osób, 2 były wyznania rzymskokatolickiego, 36 prawosławnego a 1 ewangelickiego. Jednocześnie 1 mieszkaniec zadeklarował polską a 38 białoruską przynależność narodową. Było tu 5 budynków mieszkalnych. W 1931 w 20 domach zamieszkiwało 101 osób.
Wierni należeli do parafii prawosławnej Hołomyślu i rzymskokatolickiej w Dziśnie. Miejscowość podlegała pod Sąd Grodzki w Dziśnie i Okręgowy w Wilnie; właściwy urząd pocztowy mieścił się w Dziśnie.